# United States of Whatever
United States of Whatever är en låt av Liam Lynch, utgiven som singel den 25 november 2002. "United States of Whatever", som är en så kallad komedirock-låt, handlar om hur Liam Lynch möter olika personer och avfärdar dem genom att vråla "Whatever!". Låten finns med på albumet Fake Songs, utgivet den 1 april 2003. "United States of Whatever" nådde första plats på UK Indie.

## Låtlista
Alla låtar är skrivna och komponerade av Liam Lynch. 
| 1. | "United States of Whatever"                    | 1:26 |
| 2. | "United States of Whatever" (Extended version) | 2:04 |
| 3. | "Sir Track"                                    | 1:34 |